# ためらふ勿れ若人よ
『ためらふ勿れ若人よ』（ためらうなかれわこうどよ）は、1935年公開の日本映画。白黒サウンド版（無声映画に音楽がついたもの）。雑誌『令女界』に連載された小説の映画化。原節子（撮影時15歳2ヶ月）のデビュー作として知られる。
原は本作での役名「節子」をそのまま芸名とした。主演の瀧口新太郎は幼少期から人気子役として活躍していたが、長じて応召されて満州でソ連軍に抑留され、ソ連に渡っていた岡田嘉子と1950年に同地で結婚するという数奇な運命をたどることになる。

## ストーリー
地方のある町で学生相手の文具店を営んでいる母（相良愛子）とその娘「お節ちゃん」（原節子）。お節ちゃんは近所の中学生たちの憧れであり、早崎（瀧口新太郎）とその友人たちも例外でない。ところが、お節ちゃんの家は負債があり、金貸しは親子が借金を返さないことをたてに、自分の息子の嫁にしようとする。それを知った早崎たちは思い切って金貸しを尋ねるが・・・。

## キャスト
- 中学生　早崎：瀧口新太郎
- 中学生　山中：伊沢一郎
- 中学生　田川：松本秀太郎
- 中学生　中原：冬木映彦
- 中学生　加藤：辻野力弥
- 中学生　岡野：加藤章
- お節ちゃん（節子）：原節子
- その母：相良愛子
- 田川妹テル子：村田知栄子
- 中学校長：村田宏寿
- 金貸岡本：中村吉次
- その息子：竹石京一
- 女学校先生：大原雅子
- 中学校教師：広瀬恒美

## スタッフ
- 監督：田口哲
- 脚色：山崎謙太
- 原作：高田保
- 撮影：福田寅次郎